# Vereinigung der Islamischen Organisationen in Zürich
Die Vereinigung der Islamischen Organisationen in Zürich (VIOZ) wurde 1995 gegründet und  ist mit 40 Mitgliedsorganisationen der grösste kantonale islamische Dachverband in der Schweiz.
Die VIOZ-Mitgliedsorganisationen betreiben über 40 Moscheen im Kanton Zürich, was ca. 90 % aller Moscheen ausmacht.
Die VIOZ ist seit März 2019 Mitglied der Föderation Islamischer Dachorganisationen in der Schweiz (FIDS).
Die VIOZ ist langjähriger Ansprechpartner der Stadt sowie des Kantons Zürich und setzt sich für die Interessen der Muslime sowie ihrer Mitgliedsorganisationen im Geiste gesellschaftlichen Konsenses ein.
Zudem steht VIOZ im stetigen Kontakt mit staatlichen, kirchlichen und gesellschaftlichen Institutionen und ist Mitgestalter des Interreligiösen Dialogs im Kanton Zürich.

## Aufgaben und Ziele
In Zusammenarbeit mit den Behörden konnten muslimische Grabfelder im Kanton Zürich in den Städten Zürich und Winterthur realisiert werden.
Zudem bietet VIOZ eine ehrenamtliche Ausbildung für Moscheeführungen an und konnte so sicherstellen, dass Führungen durch qualifizierte Personen durchgeführt werden.
Die VIOZ veranstaltet seit mehreren Jahren den "Tag der offenen Moscheen" im Kanton Zürich und bietet ganzjährig Moscheeführungen für Interessierte an.
Mit Unterstützung des Kantons Zürich konnte die VIOZ 2014 ein 2-jähriges Pilotprojekt für eine Muslimische Notfallseelsorge (MNFS) beginnen. In diesem Rahmen wird eine 24-Stunden-Notfallnummer angeboten und muslimische Notfallseelsorger islamisch-spezifisch (CIG) und allgemein notfall-seelsorgerisch (NNPN) ausgebildet.
Am 1. Juli 2016 startete das einjährige Pilotprojekt für muslimische Seelsorge in Schweizerischen Bundesasylzentren bei dem VIOZ als Partnerorganisation seitens des Staatssekretariat für Migration (SEM) benannt wurde. Während der Pilotphase werden muslimische Seelsorgende durch das SEM im Auftragsverhältnis angestellt. Die Bewerber, welche dem SEM von VIOZ empfohlen wurden, mussten einen von den Schweizer Landeskirchen und dem SEM aufgestellten Kriterienkatalog erfüllen. Der Katalog richtet sich nach den vom Justizvollzug des Kantons Zürich erlassenen Verfahrensbestimmungen für die Zulassung und den Entzug von Gefängnisseelsorgenden. Sowohl die VIOZ als auch die von ihr empfohlenen Einzelpersonen wurden vom Nachrichtendienst des Bundes und SEM-intern geprüft.
Im Februar 2018 wurde von der Zürcher Direktion der Justiz und des Innern das Projekt "Muslimische Spital- und Notfallseelsorge" der Öffentlichkeit vorgestellt. Zusammen mit der VIOZ und mit Unterstützung der Kirchen hat der Kanton eine Trägerschaft gegründet, die die muslimische Seelsorge bereitstellt. Die kantonale Direktion der Justiz und des Innern hat daraufhin einen Leistungsauftrag an die Trägerschaft über einen Projektzeitraum von 2017 bis 2019 vergeben. Der Zürcher Regierungsrat spricht sich in seinen Leitsätzen zum Verhältnis zwischen Staat und Religion für verbindliche Formen der Zusammenarbeit mit nicht-anerkannten Religionsgemeinschaften aus. Auch der Bund beschäftigt sich mit diesen Fragen. So hat er sich, gemeinsam mit Kantonen und Gemeinden, im 'Nationalen Aktionsplan' zur Verhinderung und Bekämpfung von Radikalisierung und gewalttätigem Extremismus (NAP) unter anderem mit der muslimischen Seelsorge beschäftigt. Der NAP fordert die Kantone auf, für religiös tätige Betreuungspersonen von nicht-anerkannten Religionsgemeinschaften angemessene Weiterbildungsangebote zu schaffen. Bis zu einem möglichen Einsatz werden die muslimischen Seelsorger in einem mehrstufigen Verfahren auf ihre Eignung geprüft. Diese Eignungsabklärung beinhaltet fachliche Kriterien und eine Sicherheitsüberprüfung. Den Weiterbildungsauftrag hat die Trägerschaft an das 'Schweizerische Zentrum für Islam und Gesellschaft' der Universität Fribourg (SZIG) vergeben.
VIOZ beschäftigt sich auch mit allgemeinen Gesellschaftsthemen und hat so im Rahmen eines studentischen Praktikums den Auftrag gegeben herauszufinden wie umweltbewusst sich ihre Mitgliedsorganisationen verhalten, welchen Stellenwert umweltbewusstes Verhalten im Islam hat und wie man Muslime auf das Thema aufmerksam machen kann. Als Resultat entstand eine  Umweltbroschüre, die online abrufbar ist.
Neben den strategischen Zielen der Schaffung von Grabfeldern für die muslimische Bevölkerung, einer Zürcher Zentralmoschee sowie die Anerkennung als öffentlich-rechtliche Glaubensgemeinschaft beinhalten die Themengebiete der VIOZ die Jugendarbeit, Extremismusprävention und die allgemeine Seelsorge in Krankenhäusern, Gefängnissen und Asylzentren.

## Mitgliedsorganisationen
Die folgenden Organisationen sind Mitglieder der VIOZ (Stand: Dezember 2017):
- Stiftung Islamische Gemeinschaft Zürich (SIGZ), Rötelstrasse 86, 8057 Zürich
- Dzemat der Islamischen Gemeinschaften Bosniens in Zürich, Grabenstrasse 7, 8952 Schlieren
- Verband der Islamischen Kulturzentren, Birmensdorferstrasse 273, 8055 Zürich
- Föderation der Islamischen Vereine in der Schweiz, Calandastrasse 11, 8048 Zürich
- Islamisches Zentrum Zürich, Müllackerstrasse 36, 8152 Glattbrugg
- Türkisch-Islamischer idealistischer Verein der Schweiz, Buckhauserstrasse 40, 8048 Zürich
- Türkisch Islamische Stiftung für die Schweiz, Schwamendingenstrasse 102, 8050 Zürich
- Albanisch-Islamische Gemeinschaft, Rautistrasse 58, 8048 Zürich
- Swiss Muslim Society, Weinbergstrasse 147, 8006 Zürich
- Gemeinschaft der Kosovo Bosniaken, Industriestrasse 28, 8304 Wallisellen
- Verein für islamische Religionspädagogik Schweiz (VIRPS), Murzlenstr. 62, 8166 Niederweningen
- Verein für Islamische Kultur, Borrweg 60, 8055 Zürich
- Forum des Orients in der Schweiz, Hafnerstrasse 41, 8005 Zürich
- Mevlana Kultur Verein; Im Schörli 25, 8600 Dübendorf
- Türkisch-Islamischer Verein für die Schweiz Wädenswil Moschee, Florhofstrasse 7, 8820  Wädenswil
- Türkischer Verein, Theaterstrasse 25, 8400 Winterthur
- Albanisch-Islamischer Verein, Kronaustrasse 6, 8404 Winterthur
- Stiftung Islamisches Zentrum Volketswil, Juchstrasse 15, 8604 Volketswil
- Verein Percikan Iman, Verein südostasiatischer Muslime, 8000 Zürich
- Islamisch-Kultureller Zentrum  Ahlebeyt (AS) , Grabenstrasse 7, 8952 Schlieren
- Kulturzentrum Sandzak, Hofstrasse 98, 8620 Wetzikon
- Islamische Gemeinschaft Kanton Zürich, Bahnstrasse 80, 8105 Regensdorf
- Islamische Gemeinschaft Volketswil Zürich IGVZ, Juchstrasse 15, 8604 Volketswil
- Blaue Moschee Merkez Zürich, Kochstrasse 22, 8004 Zürich
- Ummah, Muslimische Jugend Schweiz, 8000 Zürich
- Al Rahma Zentrum, Hohlstrasse 615a, 8048 Zürich
- Islamischer Kulturverein Embrach, Hardhofstrasse 15, 8424 Embrach
- Albanisch-Islamischer Kulturverein, Bahnhofstrasse 207, 8620 Wetzikon
- Kulturzentrum – Haus des Friedens, Saatlenstrasse 23, 8051 Zürich
- Islamischer Verein, Pumpwerkstrasse 26, 8105 Regensdorf
- Albanisch-Islamische Glaubensgemeinschaft Sunnah, Löwenstrasse 11, 8953 Dietikon
- Trägerverein Project Insert, Dörflistrasse 67, 8050 Zürich
- Somalisches Islamisches Kulturzentrum Schweiz, Eisgasse 6, 8004 Zürich
- Darut-Islah Verein, Loowiesenstrasse 28, 8106 Adtikon-Regensdorf
- Islamischer Albanischer Verein, Zürcherstrasse 300, 8406 Winterthur
- Kulturverein Ikre, Zürichstrasse 38a, 8306 Brüttisellen

## Interkulturelle und -religiöse Zusammenarbeit
Die VIOZ arbeitet mit zahlreichen Organisationen zusammen:

### Zusammenarbeit kantonal (Zürich)
- Interreligiöser Runder Tisch im Kanton Zürich[3]
- Zürcher Forum der Religionen[1]
- Zürcher Institut für interreligiösen Dialog (ZIID)[22]
- Paulus-Akademie Zürich[23]
- Kantonale Fachstelle für Integrationsfragen[2]
- Integrationsförderung Stadt Zürich[24]
- Fachstelle für Integration Winterthur[25]
- Kantonspolizei Zürich Brückenbauer[26]
- Seelsorge im Justizvollzug und den Spitälern[18][27][28]
- Muslimische Notfall-Seelsorge Zürich[29]
- Bestattungs- und Friedhofamt der Stadt Zürich[30]

### Zusammenarbeit national
- Schweizerische Eidgenossenschaft – Staatssekretariat für Migration (SEM)[9]
- Interreligiöse Arbeitsgemeinschaft in der Schweiz (IRAS)[31]
- Gesellschaft Minderheiten in der Schweiz (GMS)[32]
- National Coalition Building Institute (NCBI)[33]